# Tongatapu 8
Tongatapu 8 es un distrito electoral para la Asamblea Legislativa de Tonga. Se estableció para las elecciones generales de noviembre de 2010, cuando los distritos electorales regionales multi-escaños para Representantes Populares fueron reemplazados por distritos electorales de un solo asiento, eligiendo a un representante. Ubicada en la isla principal del país, Tongatapu, abarca las aldeas de Malapo, Vaini, Longoteme, Folaha, Nukuhetulu, Kauvai y Veitongo.
Su primer representante fue Sione Taione, un legislador que representa al Partido Democrático de las Islas Amigas.

## Miembro del Parlamento
| Año de Elección | Miembro        | Partido                                 |
| --------------- | -------------- | --------------------------------------- |
| 2010            | Sione Taione   | Partido Democrático de las Islas Amigas |
| 2014            | Semisi Fakahau | Partido Democrático de las Islas Amigas |
| 2017            | Semisi Fakahau | Partido Democrático de las Islas Amigas |
| 2021            | Semisi Fakahau | Partido Democrático de las Islas Amigas |
| 2023            | Johnny Taione  | Independiente                           |